# Bakos Attila (énekes)
Bakos Attila (Veszprém, 1980 –) magyar énekes, zeneszerző. 15 évesen kezdett el zenét szerezni, ami később kétféleképpen öltött alakot, egyik az ambient Woodland Choir, a másik a black metal Taranis volt. Ezek "hivatalosan" 2015-ig működtek, ám az Aranyhajnal című lemeztől kezdve a saját neve alatt tervezi megjelentetni alkotásait. Több zenekarban szerepelt vendégénekesként, ezek közül a legismertebb a Thy Catafalque.

## Saját zenekarai

### Woodland Choir
A Woodland Choir egy Bakos Attila által 1998-ban létrehozott egyszemélyes ambient "zenekar". Az első két demó még számítógéppel készült, a debütalbumon viszont már akusztikus gitár és furulya szolgáltatta a keretet az ének számára. Ez után 7 év szünet, majd a második lemez következett, ami az addigi szerzői kiadás helyett a cseh Epidemie Recordsnál jelent meg, témája pedig "egy kívánság, egy lélek két felének egyesülése".

### Taranis
A Taranis egy Bakos Attila által 1999-ben létrehozott atmoszférikus black metal "zenekar", melyhez később Halmosi Erik is csatlakozott. Rövid ideig tartó közös munka és egy demó megjelenése után, 2000-ben a zenekar feloszlott. Még ebben az évben megszületettek az új anyaghoz az ötletek, ám ezek felvételére 11 évet, 2011-ig kellett várni, s a lemez végül 2012. január 1-jén jelent meg.

## Vendégszereplései

### Descend
A Descendet Vasvári Gyula alapította 1999-ben, Attila a 2001-es Disillusioned és a 2003-as Sunflow című lemezeken énekelt, nem sokkal később a Descend feloszlott. Együtt készítettek két Katatonia-feldolgozást is egy pályázatra, szintén 2001-ben (a Days és a Darkness coming c. számokat.).

### Quadrivium
A Quadrivium egy avantgarde metal zenekar, a demójuk nyomán kereste meg őket Attila azzal, hogy szívesen énekelne náluk. Mivel megtetszett nekik a hangja, a második lemez (Methocha) tiszta énektémáit ő énekelte fel.

### Thy Catafalque
Kátai Tamás 2008-ban kereste meg, felvetve, hogy énekelhetne a következő Thy Catafalque lemezen. Attilának megtetszettek a számok, így végül két kiadványon is hallható a hangja (Róka Hasa Rádió és Rengeteg).

### Félperc
A Félperc zenekar felkérésére egy számukban énekelt (They should probably be dead by now).

### Cawatana
Két számban (Regret és Unburied Hopes) vendégeskedett a Cawatana zenekar Advocation for privileges című lemezén.

### Avelian
Az Avelian Erlend Antonsen, a Quadrivium alapítójának akusztikus formációja. A River's End címet kapott első lemez 2015-ben jelent meg, amin több vendégzenésszel egyetemben Bakos Attila is szerepel.

## Kiadványok

### Woodland Choir
- Faerie (demo, 1999)
- Visions (demo, 2000)
- For you (2002)
- Serenity Rise (2010)

### Taranis
- In days of yore (demo, 2000)
- Kingdom (2012)

### Bakos Attila
- Aranyhajnal (2015)

### Vendégként
- Descend - Disillusioned (2001)
- Descend - Sunflow (2003)
- Thy Catafalque - Róka Hasa Rádió (2009)
- Cawatana - Advocation for privileges (2010)
- Thy Catafalque - Rengeteg (2011)
- Quadrivium - Methocha (2012)
- Avelian - River's End (2015)
- Thy Catafalque - Meta (2016)